# 伊藤俊介 (ボクサー)
伊藤 俊介（いとう しゅんすけ、1978年1月9日 - ）は、日本のプロボクサー。三重県鈴鹿市出身。身長175cm。元日本ライト級王者。2009年8月、リングネームを森田 瞬（もりた しゅん）へ改めた。

## 来歴
1995年11月12日、地元の鈴鹿ニイミジムからプロデビュー。
1997年10月4日、中日本ライト級新人王を獲得した。
1998年11月19日の試合を最後に一度はボクシングから離れる。
2001年3月21日、東京の金子ボクシングジムに移籍し、2年4か月ぶりの試合で1回TKO勝ち。
2001年8月16日、ガオグライ・ゲーンノラシンと対戦し、2回KO勝ち。
2005年11月10日、日本ライト級王者久保田和樹に挑戦し、2回TKO勝ちで王座を獲得した。
2006年4月10日、初防衛戦で長嶋建吾と対戦し、0-3の判定負けで王座から陥落した。
2007年6月11日、日本ライト級2位として同スーパーライト級2位の飯田幸司とスーパーライト級10回戦を行い、6回TKO勝ちを収めた。
2009年8月22日、リングネームを森田瞬と改め、2年2か月ぶりの試合となるレイジングバトル65.0kg契約準決勝で前川洋昭と対戦し、0-3の判定負けを喫した。
2014年8月3日、ザ・おやじファイト100回記念後楽園大会で、元OPBF東洋太平洋スーパーライト級王者・佐竹政一と対戦し判定勝ち。この大会のMVB賞を獲得した。なお、おやじファイトでの成績は2016年1月現在、全戦全勝である。

## 獲得タイトル
- 第51代日本ライト級王座（防衛0度）